# پینگ گلف
پینگ گلف (انگلیسی: Ping) شرکت تجهیزات ورزشی آمریکایی است، که در سال ۱۹۵۹ توسط کارستن سولهایم تأسیس شد.